# مونتي ميخائيل مور
مونتي ميخائيل مور (بالإنجليزية: Monte Michael Moore)‏ هو فنان أمريكي، (و. 1971  م).